# Magyarszentmárton
Magyarszentmárton település Romániában, Temes megyében.

## Fekvése
Temesvártól délnyugatra fekvő település.

## Története
Magyarszentmárton nevét 1333-ban említette először oklevél Sanctus Martinus néven, mely ekkor már egyházas hely volt. 1478-ban Zenth Marthon néven írták. Neve ekkor Porkoláb Pál királyi ember előnevében tűnt fel.
1851-ben Torontál vármegyéhez tartozott, ekkor 127 ház állt a településen és 872 római katolikus, és 2 zsidó lakosa volt, kik dohánykertészek voltak. A település ekkor a kamara birtoka volt.
1913-ban Torontál vármegye Párdányi járásához tartozott.
1974-ben Újvár község falujának írták.